# Марина (Кјети)
Марина (итал. Marina) је насеље у Италији у округу Кјети, региону Абруцо.
Према процени из 2011. у насељу је живело 451 становника. Насеље се налази на надморској висини од 11 м.